# Angelo Spanio

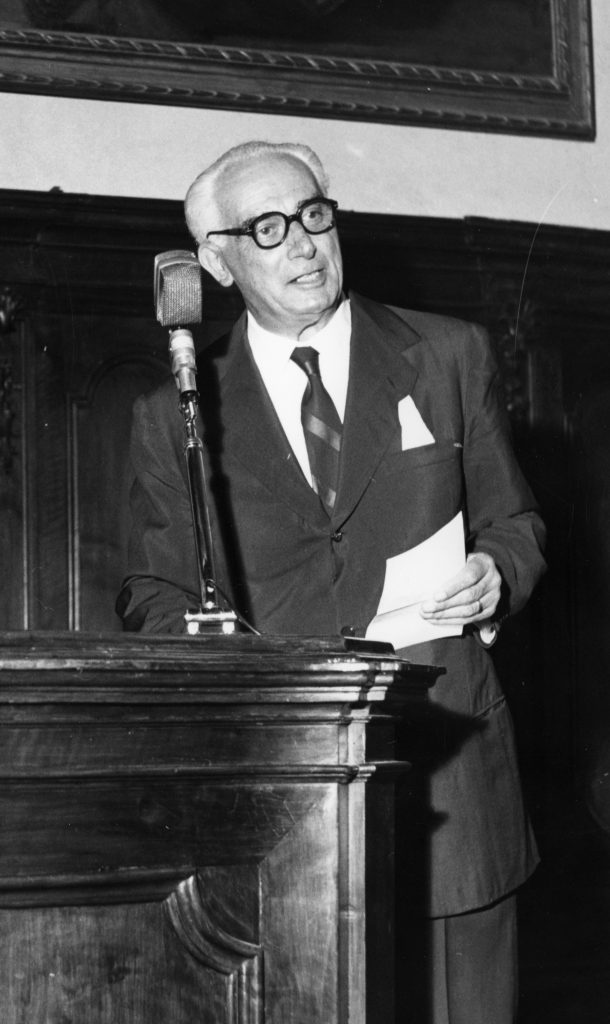
Angelo Spanio

Angelo Spanio (* 11. Mai 1892 in Venedig; † 25. August 1976 ebenda) war von 1951 bis 1955 Bürgermeister Venedigs, Direktor eines medizinischen Fachblatts und von 1953 bis 1976 Präsident der bedeutendsten Kulturstiftung Venedigs, der Fondazione Giorgio Cini. Sein Nachfolger als Bürgermeister wurde Roberto Tognazzi.

## Leben
Spanio, der die deutsche und die französische Sprache beherrschte und klassisch gebildet war, arbeitete als Arzt am Ospedale Civile in Venedig und dozierte daneben über klinische Medizin und Pathologie in Padua; ab 1938 war er Chefarzt am städtischen Krankenhaus und Direktor des Giornale veneto di scienze mediche.
1951 gewann der Christdemokrat, obwohl er keinerlei politische oder Verwaltungserfahrung mitbrachte, als Kandidat der Democrazia Cristiana und des Partito Socialista dei Lavoratori Italiani die Wahl zum Bürgermeister Venedigs. Damit löste er seinen Vorgänger, den Widerstandskämpfer und Kommunisten Giobatta Gianquinto ab.
Während Spanios Amtszeit gelangte Angelo Giuseppe Roncalli in das Amt des Patriarchen von Venedig. Neben dem Amt des Bürgermeisters füllte Spanio ab 1954 das des Präsidenten der Biennale aus. 
Vom 10. Februar 1953 bis zu seinem Tod fungierte er als Präsident der 1951 gegründeten Fondazione Giorgio Cini. Diese Stiftung war von dem Unternehmer und faschistischen Minister Vittorio Cini 1951 gegründet worden. Sie hat ihren Sitz auf der Insel San Giorgio Maggiore und fördert bis heute Studien zur Kultur Venedigs. Spanio nahm spätestens ab 1951 regelmäßig an ihren Sitzungen teil.
Spanio war seit 1925 mit Contessa Irene di Spilimbergo verheiratet. Das Paar verbrachte den Sommer im Palazzo Spilimbergo di Domanins in der Gemeinde San Giorgio alla Richinvelda bei Pordenone.